# D小調雙小提琴協奏曲 (巴赫)
巴赫的D小調雙小提琴協奏曲（德語：Konzert für 2 Violinen d-Moll），作品號BWV 1043，是其三首同類型作品之一，亦是當中最廣為人知者。

## 緣起
作品1043被認為寫作於巴赫在克滕的六年期間（1717–23），然而具體的完成年份不詳。同時期完成的作品還包括了六首《勃兰登堡协奏曲》 — 當時巴赫擔任宮廷樂長（fürstlicher Kapellmeister），他的工作內容有相當多對協奏曲的需求，如此的推測實屬合理。但晚近的研究也顯示，包括作品1041、作品1042在內的三首協奏曲，也很有可能是巴赫在莱比锡的時期所創作，不過最晚並不會超過1730年左右。作品1043的獨奏小提琴手稿，與其子卡尔·菲利普·埃马努埃尔·巴赫的另外一些作品以及巴赫作品1041、1042被後人一同發掘，並於1874年首度出版，總譜的手稿則已經散佚。
巴赫的C小調雙鍵盤協奏曲（作品1062，1736年）是改編此作而來，此一改編的手稿現亦保存於柏林國家圖書館；當中頗為豐富的線索，為作品1043的重建提供了便利的材料。值得一提的是，似此小提琴-鍵盤之間的改編，在巴赫筆下一般都能「轉換」順利，但作品1062的鍵盤獨奏帶有明顯的「小提琴性格」，此點在巴赫作品中甚是少見。

## 分析
此曲的三樂章體裁，以及插段（episodes）與覆奏段（ritornellos）的清楚分界等特色，皆屬韋瓦第以降的獨奏型協奏曲寫作傳統，但其中聲部之間的對話，卡農式的先後互動，則是取自以科瑞里為代表人物的大協奏曲的作品特色。亦即在巴赫筆下，兩類路線有著很好的揉合，進而成為其個人標誌。作曲家本人在初稿上曾經留下「為六聲部而作」（concerto à 6）的想法，據此，將之視為大協奏曲，或更貼近其形式。
在配器上，此曲採巴洛克時期協奏曲的一般配置（弦樂、數字低音──含大鍵琴、低音管等）。此外，與作品1041、作品1042不同處，便在於兩位獨奏小提琴的編制，使得作品1043亦經常被稱為「雙協奏曲」（double concerto）。審視其聲部之間密切的互動，不但和義大利風格濃厚的作品1041顯然不同，和後來的貝多芬或布拉姆斯所作的多重協奏曲來對比，更是南轅北轍。
此曲的三個樂章分別是：
1. 甚快板， 拍子
2. 不過分的緩板，
 拍子
3. 快板，
 拍子

調性方面，咸認此曲的第一、第三樂章為D小調的看法，在特定樂譜處有不同的主張（詳參考資料節）。

### 第一樂章
第一樂章的開始便是一闕工巧的賦格段，在巴赫的協奏曲作品中甚是少見（將之置於樂曲開頭的安排）。首先由第二獨奏演奏出主題，第一獨奏繼而以高五度的相同旋律進入（i.e. m.5）。兩者在第一次的插段（m.21）互換角色，由第一獨奏先行演奏第二主題，第二獨奏隨後根據此主題予以模仿。樂團於末了四小節處再次演奏主題，為樂章劃下句點。
此樂章的「速度」標示必須特別留意：中譯為甚快板（vivace）的指示，更多地是指明此樂章的活躍「個性」，而非要求快速。在此同時，即便此樂章為  拍子記譜（而非較為嚴肅的  拍子），仍須保持不過份快速地演奏。

### 第二樂章
此樂章的樂團部分僅演奏柔和的和聲，輔以西西里舞曲（siciliano）式的節奏，兩部獨奏則徜徉其上，負責了絕大部分的旋律。此樂章受到歷來的專業、業餘演奏者的一致喜愛，是本曲知名度最高的一個樂章。

### 第三樂章
獨奏兩部相互模仿的手法再次重現，且不僅限於插段，獨奏小提琴在覆奏段亦承擔了旋律，同時樂團則輔以短而小的節奏。其中，三連音的元素為此一樂章增添了一些舞曲風味。第三樂章在插段、覆奏段之間緊密連結的筆法，營造了緊湊的聽覺感受，是巴赫作品中所獨有的。
最後必須提出的是，巴赫在第二、第三樂章所給定的速度指示，在改編作1062當中又有不同，顯見其對不同樂器的性能有著詳實的理解、掌握，並據以分別規範了合理的演奏速度。

## 軼事
- 此曲在2020年的「英國古典音樂電台名人堂」（Classic FM Hall of Fame 2020（页面存档备份，存于））票選中，獲選為人氣第42名。

### 參照
1. 1 2 3 4  Von Dadelsen, Georg. . Translated by Roger Clément. Kassel: Bärenreiter-Verlag (TP 284). 1986/88: iii, iv.
2. 1 2  Merian, Wilhelm. . E. Eulenburg Ltd. (Edition Eulenburg No. 727). 1940.

### 樂譜
- Taschenpartitur 284. Kassel: Bärenreiter-Verlag, 1986/88.（按：此版樂譜第一、第三樂章並未記有調號，使其成為「多利安」調式，而非一般認為的D小調／D調）
- Edition Eulenburg No. 727. E. Eulenburg Ltd., plate E.E. 3817.

## 外部連結
- 巴赫雙小提琴協奏曲：国际乐谱典藏计划上的乐谱